# Lego Batman, le film : Unité des super héros
Ne doit pas être confondu avec Lego Batman, le film.
Pour les articles homonymes, voir Lego Batman.
Pour plus de détails, voir Fiche technique et Distribution.
Lego Batman, le film : Unité des superhéros (Lego Batman : The Movie - DC Super Heroes Unite) est un film d'animation britanno-américano-danois réalisé par Jon Burton, sorti directement sorti en vidéo en 2013 et diffusé sur Cartoon Network. En France, le film est également diffusé sur Cartoon Network puis depuis 2016 sur  Toonami. Il est adapté de Lego Batman 2: DC Super Heroes.

## Synopsis
À Gotham City, une cérémonie est organisée en l'honneur de Bruce Wayne qui remporte le prix de l'homme de l'année. La fête tourne au chaos lorsque le Joker fait une entrée fracassante sur la scène accompagné de sa horde de psychopathes dont le Sphinx, le Pingouin, Double-Face et Catwoman. De ce fait, Batman passe à l'action pour tenter de coincer ses invités surprise mais l'un d'eux parvient à s'échapper.
Voulant absolument devenir le favoris aux élections présidentielles face à Wayne, Lex Luthor, armé d'un canon destructeur, se joint au Joker dans le but de mettre fin à la vie paisible à Gotham. Batman et Robin ont du mal à affronter seuls le gang de Luthor mais heureusement la Ligue de justice d'Amérique vont venir à leur secours…

## Fiche technique
- Titre original : Lego Batman : The Movie - DC Super Heroes Unite
- Réalisation : Jon Burton
- Scénario : David A. Goodman d'après une histoire de Jon Burton et David A. Goodman et les personnages des bandes dessinées publiées par DC Comics
- Musique : Rob Westwood, d'après les thèmes composés par Danny Elfman et John Williams
- Production : Jon Burton
- Sociétés de production : DC Comics, The Lego Group, Traveller's Tales et Warner Premiere Digital
- Pays de production :  États-Unis,  Royaume-Uni,  Danemark
- Genre : animation, aventure, action
- Date de sortie :
  - États-Unis : 21 mai 2013

## Distribution

### Voix originales
- Clancy Brown : Lex Luthor
- Troy Baker : Batman / Bruce Wayne, Double-Face, Brainiac
- Christopher Corey Smith : Joker
- Charlie Schlatter : Robin, Barry Allen / Flash
- Travis Willingham : Superman / Clark Kent
- Townsend Coleman : James Gordon
- Laura Bailey : Poison Ivy, Harley Quinn, Wonder Woman
- Steve Blum : le Pingouin, Bane
- Rob Paulsen : Sphinx
- Brian Bloom : Cyborg
- Cam Clarke : Green Lantern, J'onn J'onzz
- Katherine von Till : Catwoman, la voix du Batcomputer

### Voix françaises
- Adrien Antoine : Batman / Bruce Wayne
- Emmanuel Jacomy : Superman / Clark Kent
- Paul Borne : Lex Luthor
- Xavier Fagnon : le Joker
- Alexis Tomassian : Robin
- Jean-Claude Sachot : commissaire James Gordon
- Philippe Peythieu : le Pingouin, Martian Manhunter
- Jérôme Pauwels : Double-Face, Green Lantern
- Kelvine Dumour : Catwoman, Harley Quinn
- Thierry Murzeau : Bane, Cyborg, Brainiac
- Marc Perez : le Sphinx
- Edwige Lemoine : Vicki Vale / Poison Ivy
- Delphine Braillon : Wonder Woman
- Vincent Ropion : Barry Allen / Flash